# Takao Sakurai
Takao Sakurai, född 25 september 1941 i Sawara, död 10 januari 2012 i Tokyo, var en japansk  boxare.
Sakurai blev olympisk guldmedaljör i bantamvikt i boxning vid sommarspelen 1964 i Tokyo.